# MASAKI世界一周
MASAKI世界一周（まさき せかいいっしゅう、1981年7月29日 - ）は日本のタレント、旅行作家、旅行評論家、モデル、ツアーコンダクター(海外添乗員)である。本名は小堺正樹。愛知県出身。パールハーバープロダクション 所属。札幌大学卒業後、ニューヨークに渡り留学後、旅をしながら雑貨やアパレルの買い付けや旅行本の執筆、写真、映像撮影、ジャーナリスト活動、テレビやラジオの出演などで旅行そのものを仕事にし、国連未承認国を含む204カ国を訪問。トークイベントや講演、テレビ、ラジオなどのメディア出演も多い。

## 略歴・人物
- 愛知県立日進西高等学校時代から一人旅にはまっていき、札幌大学在学時代にニューヨーランドやヨーロッパに単身でバックパッカー旅行をし、その時に買い付けた品を日本に持ち帰りヤフオクで売ると高く売れたことをヒントに全大陸に行く構想が芽生える。のちに旅中に買い付けたものをインターネットを使い販売することで稼ぎながら世界204カ国を旅することになる。
- 2006年1月からニューヨークを出発し2014年の4月までをかけて世界3周、204カ国を訪問している。
- 世界の秘境地域の旅行記を得意とし、本来は204カ国の旅行記が書きたかったが、出版社の需要が独裁国家だったため最初の旅行記を『独裁国家に行ってきた』にすることになったとしている。
- 総合旅程管理主任者の資格を所持し、2015年から複数の旅行会社で海外添乗をしており、「インドとハワイの2度、顧客満足度評価が全顧客からパーフェクトであった」と言及している。
- 2016年10月からレギュラーラジオ番組「MASAKI世界一周の旅ラジオ」を開始し、ラジオパーソナリティーとしても活動している[2]。
- 「小堺正樹」と「MASAKI世界一周」を使い分け、プライベートと旅を分けることがあるとしている。
- 映画や再現ドラマに出演するなど、俳優活動も行っている。
- 猿岩石として、ユーラシア大陸を横断した有吉弘行と2度テレビで共演しており、そのうちの1度は、ロンドンからインターネット中継を行い出演している。2度目は、有吉ジャポンのTBS収録スタジオで出演している。
- 西川史子に告白するも玉砕し、品川祐に付けられたあだ名「熟女好きのドM」発言に怒り心頭であった。
- 特技：書道、旅程管理主任者(海外添乗)、バーテンディング、ダイビング
- PADIダイビングライセンスを取得している。
- 書道は特待生。
- ワットポーマッサージスクール、アメリカンバーテンディングスクールを修了している。
- 趣味：世界200ヶ国旅行、野球観戦(中日ファン)、プロレス、サーフィン(ロングボードのみ)、マッサージ(やる方も可能)、山登り、スノーボード、スキー、執筆、世界のマクドナルド・ゲテモノ料理食べ歩き、料理、釣り、クラブ巡り。
- 日本帰国後も複数の仕事(リラクゼーション、バーテンダー、クラブ、ホテル、飲食、営業、執筆、撮影、海外添乗)を不定期で行っており、肩書きが多く、役に合わせて使い分けている。
- アメリカ滞在中に、ニューヨークフィルムアカデミーに通った経験がある。
- 自身が貯金なしで日本を飛び出して稼ぎながら旅できた経験を今の旅に出られない層に向けて伝える活動を行っており、書籍、映像化で旅ブームを起こすと公言している。
- 旅を仕事にすることを継続しており、世界の人々への恩返しとして、旅ブームを起こし全大陸にゲストハウス併設の複合施設を造ることを公言している[1]。

### 怒りのマネークリニック
関西テレビ「怒りのマネークリニック」(2016年9月17日)に出演。
はなわの「日本のパスポートが高すぎる」という怒りの処方箋として、たむらけんじの出す薬として評論を展開。アフリカのコンゴ民主共和国で正規のビザを取得して入国審査を受けたのに無実の罪で収監されたが、日本大使館に助けられたことを例に出し、日本のパスポートが世界最強であること証明した。

### ヨソで言わんとい亭
テレビ東京「ヨソで言わんとい亭」(2015年6月4日)に出演。
北朝鮮での旅行体験を語り、北朝鮮の現実やホテルが監視されていた話、中国との国境際の映像を披露する。河本準一と名倉潤が現地の現実に驚嘆した。

## 出演

### テレビ
- 熱中夜話(BS)
- 有吉ジャポン(TBS)
- ヨソで言わんとい亭(テレビ東京)
- 世界ベストオブ映像ショー頂上リサーチSP(フジテレビ)
- 超入門！落語THE MOVIE(NHK)
- ニンゲン観察バラエティ モニタリング(TBS)
- 怒りのマネークリニック(関西テレビ)
- 謝りたい人がいます(TBS)
- 解決!ナイナイアンサー(日本テレビ)
- ドリームセブン(チバテレビ)
- マスターコレクション(チバテレビ)
- こんなところにあるあるが。土曜・あるある晩餐会(テレビ朝日)
- 陸海空 地球征服するなんて(テレビ朝日)[3][4]

### ウェブテレビ
- バラステ・陸海空 地球征服するなんて ラブアース（2018年5月27日 - 9月2日、10月28日[5] - 、AbemaTV）

## 映画
- ロリさつ

## CM
- Beat Generation Bagモデル
- サントリー鏡月しそレモン似顔絵モデル

## ラジオ
- Radio-i global line(愛知国際放送)
- Inter FM ROUTE 761(InterFM)
- 荒川強啓 デイ・キャッチ!(TBSラジオ)
- MASAKI世界一周の旅ラジオ(レインボータウンFM)

## 書籍
単著
- 『旅が仕事！』(イカロス出版)
- 『独裁国家に行ってきた』(彩図社)

共著
- 『世界一周NAVI』(イカロス出版)
- 『改訂版世界一周NAVI』(イカロス出版)
- 『新世界一周NAVI』(イカロス出版)
- 『海外旅行最強ナビ』(辰巳出版)
- 『みんなの旅ごはん日記』(翔泳社)
- 『アジア旅行最強ナビ』(辰巳出版 )

## 雑誌
- 日本人が絶対にいかない海外旅行(FLASH)
- 死ぬまでに一度は行きたい美女だらけのハーレム国(週刊大衆)